# Michel Jazy

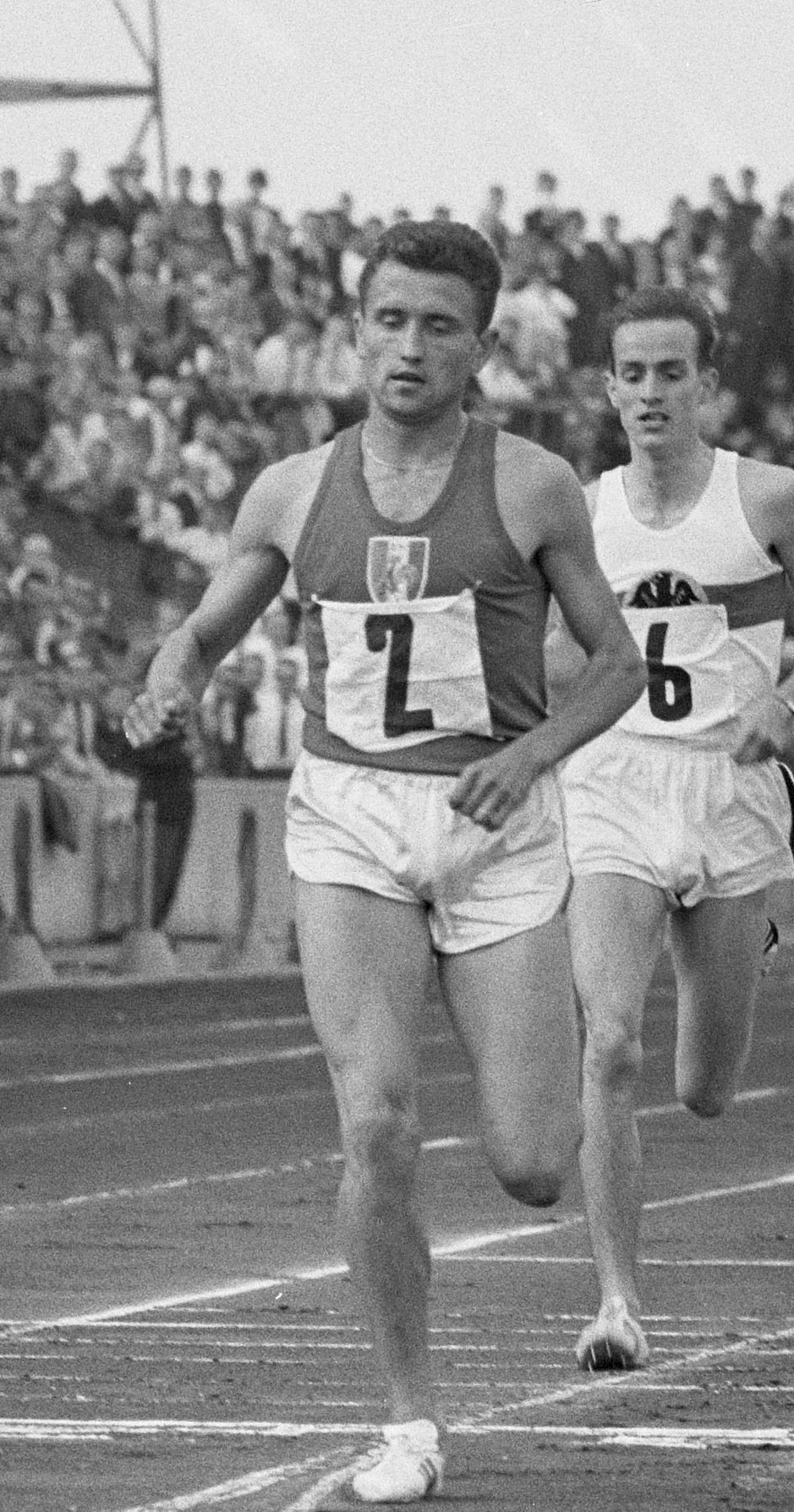
Michel Jazy, 1963

Michel Jazy (* 13. Juni 1936 in Oignies; † 1. Februar 2024 in Dax, Landes) war ein französischer Leichtathlet polnischer Abstammung, der zwischen 1953 und 1966 als Mittel- und Langstreckenläufer erfolgreich war. Er stand von 1956 bis 1966 59-mal in der französischen Nationalmannschaft. Er lief 9 Weltrekorde, 17 Europarekorde und 51 französische Landesrekorde und gewann bei Europameisterschaften zwei Gold- und eine Silbermedaille. Bei den Olympischen Spielen 1960 in Rom gewann er über 1500 Meter hinter Olympiasieger Herb Elliott die Silbermedaille. Er startete für den Club Atlétique in Montreuil und wurde trainiert von Roger Frassinelli und Jo Malléjac. Er war 1,77 m groß und wog in seiner aktiven Zeit 65 kg.

## Laufbahn
Seinen ersten sportlichen Auftritt hatte er 1953, als er Schülermeister über 1000 Meter wurde. Zwei Jahre später gewann er die Juniorenmeisterschaft über 1500 Meter. Als 20-Jähriger nahm er an den Olympischen Spielen 1956 in Melbourne teil, kam jedoch nicht in den Endlauf. Besser lief es für ihn 1958 bei den Europameisterschaften in Stockholm, wo er sich über 1500 Meter als Zehnter platzieren konnte. Von nun an profilierte Michel Jazy sich auf allen Strecken zwischen 1500 und 5000 Metern. Nachdem er 1964 in Tokio den einzigen Tiefpunkt seiner Karriere – über 5000 Meter lag er 50 Meter vor dem Ziel an der Spitze und wurde dann um Zentimeter geschlagen Vierter – erlebt hatte, gelang ihm im darauffolgenden Jahr über 2 Meilen in Weltrekordzeit ein Sieg über Ron Clarke und schließlich als krönender Abschluss der Gewinn der Europameisterschaft in Budapest über 5000 Meter.
Der Sohn eines aus Polen nach Frankreich emigrierten Bergarbeiters erlernte bei der Sportzeitung l’Equipe den Beruf eines Schriftsetzers.
1960, 1962 und 1965 wurde er von der Sportzeitung L’Équipe zu Frankreichs Sportler des Jahres („Champion des champions“) gewählt. 1965 war er auch Europas Sportler des Jahres.
Michel Jazy blieb dem Sport eng verbunden. 1979 rief er den Herbst-Klassiker „20 km de Paris“ ins Leben.

## Training
Während in den meisten Ländern Europas ein Training entsprechend neueren Erkenntnissen der Trainingswissenschaft praktiziert wurde, orientierte sich das Training Jazys an den Erkenntnissen früherer erfolgreicher Athleten. So trainierte er auf den Spuren Gunder Häggs bei Gösta Olander, der zurückgezogen in den Wäldern Nordschwedens ein Trainingslager in Vålådalen unterhielt. Sein Training war durch Fahrtspiel gekennzeichnet, d. h., er machte eine Vielzahl von Wiederholungstempoläufen im Gelände, auf Aschenbahnen lief er nur selten. Durch die Natürlichkeit im Training konnte er selbstbestimmt trainieren, ein striktes Intervalltraining Freiburger Prägung nach Woldemar Gerschler und Herbert Reindell hielt er für faschistisch und völlig unfranzösisch. In Frankreich stand er mit der scheinbaren Leichtigkeit des Trainings in harter Konkurrenz zu Michel Bernard, der wesentlich umfangreicher (und damit langsamer) trainierte.

## Leistungen
- Olympische Spiele
  - 1960 Rom:
- SILBER über 1500 m in 3:38,4 min hinter dem Australier Herb Elliott in 3:35,6 min und vor dem Ungarn István Rózsavölgyi in 3:39,2 min
  - 1964 Tokio: Vierter über 5000 m in 13:49,8 min zeitgleich mit dem Drittplatzierten Bill Dellinger (USA)
- Europameisterschaften
  - 1962 Belgrad:
- GOLD über 1500 m in 3:40,9 min vor dem Polen Witold Baran in 3:42,1 min und dem Tschechen Tomáš Salinger in 3:42,2 min
  - 1966 Budapest:
- GOLD über 5000 m in 13:42,8 min vor Harald Norpoth (Bundesrepublik Deutschland) in 13:44,0 min und Bernd Dießner (DDR) in 13:47,8 min
- SILBER über 1500 m in 3:42,2 min zwischen zwei Deutschen: Bodo Tümmler (Gold) in 3:41,9 min und Harald Norpoth (Bronze) in 3:42,2 min
- Landesmeisterschaften
  - 1960: 1500 m in 3:42,2 min
  - 1961: 800 m in 1:49,9 min
  - 1962: 800 m in 1:48,2 min
  - 1963: 1500 m in 3:37,8 min
  - 1964: 1500 m in 3:41,5 min
  - 1966: 5000 m in 13:49,8 min
  - 1962, 1965 und 1966 Cross
- Weltrekorde
  - 1000 m Halle: 2:21,6 min am 24. Februar 1962 in Stuttgart
  - 1500 m Halle: 3:40,7 min am 27. Februar 1966 in Lyon (Beide Rekorde hielten jeweils fünf Jahre)
  - 1 Meile: 3:53,6 min am 9. Juni 1965 in Rennes
  - 2000 m:
- 5:01,5 min am 14. Juni 1962 in Paris
- 4:56,2 min am 12. Oktober 1966 in Saint-Maur (Dieser Rekord hatte zehn Jahre lang Bestand)
  - 3000 m:
- 7:49,2 min am 27. Juni 1962 in Saint-Maur
- 7:49,0 min am 23. Juni 1965 in Melun
  - 2 Meilen:
- 8:29,6 min am 6. Juni 1963 in Paris
- 8:22,6 min am 23. Juni 1965 in Melun
  - Staffel: 4 × 1500 m in 14:49,0 min am 25. Juni 1965 in Saint-Maur, Jazy als dritter Läufer (dieser Rekord hielt acht Jahre)